# サン・カタルド
サン・カタルド（イタリア語: San Cataldo）は、イタリア共和国シチリア州カルタニッセッタ県にある、人口約22,000人の基礎自治体（コムーネ）。

## 地理

### 位置・広がり

#### 隣接コムーネ
隣接するコムーネは以下の通り。
- カルタニッセッタ
- ムッソメーリ
- セッラディファルコ

## 行政

### 分離集落
サン・カタルドには、以下の分離集落（フラツィオーネ）がある。
- Bigini, Borgo Palo, Bosco, Mimiani Scalo, Roccella